# Lunalithus luna
Genre
Espèce
Synonymes
- Phrurolithus luna Kamura, 1994

Lunalithus luna, unique représentant du genre Lunalithus, est une espèce d'araignées aranéomorphes de la famille des Phrurolithidae.

## Distribution
Cette espèce est endémique d'Iriomote-jima dans l'archipel Nansei au Japon,.

## Description
Le mâle holotype mesure 2,25 mm et la femelle paratype 3,75 mm.

## Systématique et taxinomie
Cette espèce a été décrite sous le protonyme Phrurolithus luna par Kamura en 1994. Elle est placée dans le genre Otacilia par Deeleman-Reinhold en 2001 puis dans le genre Lunalithus par Kamura en 2022.
Ce genre a été décrit par Kamura en 2022 dans les Phrurolithidae.

## Publications originales
- Kamura, 1994 : « Two new species of the genus Phrurolithus (Araneae: Clubionidae) from Iriomotejima Island, southwest Japan. » Acta Arachnologica, vol. 43, no 2, p. 163-168 (texte intégral).
- Kamura, 2022 : « Generic placements of the Japanese species assigned to the genus Otacilia (Araneae: Phrurolithidae), with a description of a new genus. » Acta Arachnologica, vol. 71, no 2, p. 135-140 (texte intégral).